# Fasil Gebremichael
Fasil Gebremichael (17 ottobre 2000) è un calciatore etiope, portiere del St. George e della nazionale etiope.

## Carriera

### Club
Ha giocato nella prima divisione etiope.

### Nazionale
Debutta con la nazionale etiope il 29 agosto 2021 in occasione dell'amichevole 4-3 vinta 2-1 contro l'Uganda.
Il 23 dicembre 2021 viene incluso nella lista finale per la Coppa delle nazioni africane 2021.

## Statistiche
Statistiche aggiornate all'8 gennaio 2022.

### Cronologia presenze e reti in nazionale
| Cronologia completa delle presenze e delle reti in nazionale ― Etiopia | Cronologia completa delle presenze e delle reti in nazionale ― Etiopia | Cronologia completa delle presenze e delle reti in nazionale ― Etiopia | Cronologia completa delle presenze e delle reti in nazionale ― Etiopia | Cronologia completa delle presenze e delle reti in nazionale ― Etiopia | Cronologia completa delle presenze e delle reti in nazionale ― Etiopia | Cronologia completa delle presenze e delle reti in nazionale ― Etiopia | Cronologia completa delle presenze e delle reti in nazionale ― Etiopia |
| Data                                                                   | Città                                                                  | In casa                                                                | Risultato                                                              | Ospiti                                                                 | Competizione                                                           | Reti                                                                   | Note                                                                   |
| ---------------------------------------------------------------------- | ---------------------------------------------------------------------- | ---------------------------------------------------------------------- | ---------------------------------------------------------------------- | ---------------------------------------------------------------------- | ---------------------------------------------------------------------- | ---------------------------------------------------------------------- | ---------------------------------------------------------------------- |
| 29-8-2021                                                              | Bahar Dar                                                              | Etiopia                                                                | 2 – 1                                                                  | Uganda                                                                 | Amichevole                                                             | -1                                                                     |                                                                        |
| 3-9-2021                                                               | Cape Coast                                                             | Ghana                                                                  | 1 – 0                                                                  | Etiopia                                                                | Qual. Mondiali 2022                                                    | -1                                                                     | 46’                                                                    |
| 7-9-2021                                                               | Bahar Dar                                                              | Etiopia                                                                | 1 – 0                                                                  | Zimbabwe                                                               | Qual. Mondiali 2022                                                    | -                                                                      |                                                                        |
| 9-10-2021                                                              | Bahar Dar                                                              | Etiopia                                                                | 1 – 3                                                                  | Sudafrica                                                              | Qual. Mondiali 2022                                                    | -3                                                                     |                                                                        |
| 12-10-2021                                                             | Johannesburg                                                           | Sudafrica                                                              | 1 – 0                                                                  | Etiopia                                                                | Qual. Mondiali 2022                                                    | -1                                                                     |                                                                        |
| 30-12-2021                                                             | Limbé                                                                  | Etiopia                                                                | 3 – 2                                                                  | Sudan                                                                  | Amichevole                                                             | -2                                                                     |                                                                        |
| Totale                                                                 |                                                                        | Presenze                                                               | 6                                                                      |                                                                        | Reti                                                                   | -8                                                                     |                                                                        |